# Inga exalata
Inga exalata là một loài thực vật có hoa trong họ Đậu. Loài này được T.S.Elias miêu tả khoa học đầu tiên.